# Žirovski Vrh (Žiri, Slovenija)
Žirovski Vrh je naselje u slovenskoj Općini Žiriju. Žirovski Vrh se nalazi u pokrajini Gorenjskoj i statističkoj regiji Gorenjskoj. 

## Stanovništvo
Prema popisu stanovništva iz 2002. godine naselje je imalo 240 stanovnika.